# Mike O’Dowd
Mike O’Dowd (* 5. April 1895 in Saint Paul, Minnesota, Vereinigte Staaten; † 28. Juli 1957) war ein US-amerikanischer Boxer im Mittelgewicht und sowohl universeller als auch NYSAC-Weltmeister.